# Marin NE
| NE ist das Kürzel für den Kanton Neuenburg in der Schweiz. Es wird verwendet, um Verwechslungen mit anderen Einträgen des Namens Marin zu vermeiden. |

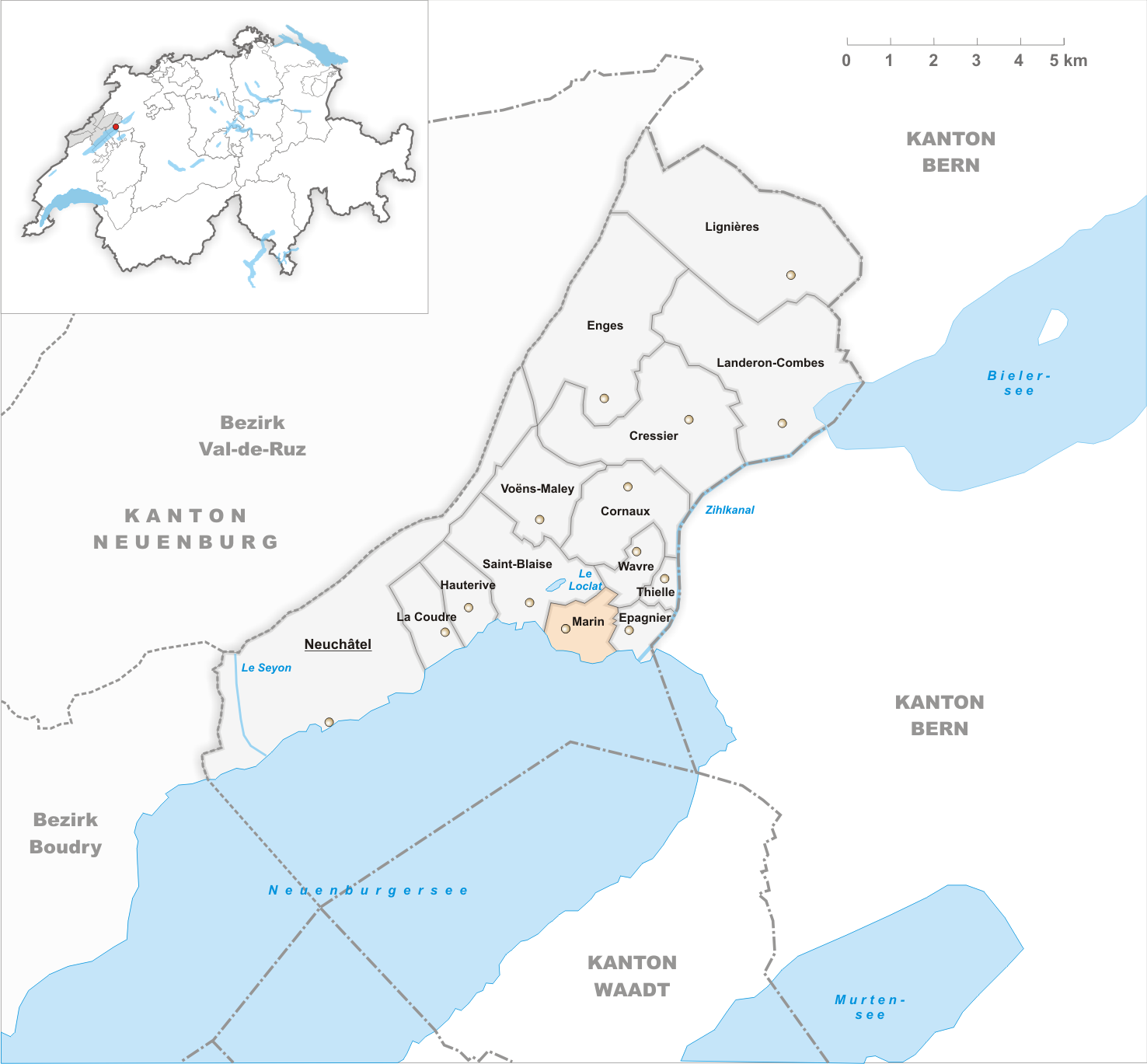
Gemeindestand vor der Fusion am 1. Januar 1888

Marin ist ein Ort in der Gemeinde Laténa im Bezirk Neuenburg, Kanton Neuenburg, Schweiz.
1888 fusionierte Marin mit der ehemaligen Gemeinde Epagnier zur Gemeinde Marin-Epagnier, die 2009 ihrerseits mit Thielle-Wavre zur Gemeinde La Tène fusionierte, welche am 1. Januar 2025 in der Fusionsgemeinde Laténa aufging.